# Requesende
Requesende ist ein Ort in der autonomen Gemeinschaft Galicien in Spanien. Er gehört der Provinz A Coruña und dem Municipio A Laracha an. Im Jahr 2015 lebten 66 Menschen in Requesende, von denen 32 männlich und 34 weiblich waren.

## Lage
Requesende liegt etwa 23 Kilometer südwestlich von A Coruña und etwa 3 Kilometer südöstlich von A Laracha.